# Dunhammer
Dunhammer (Typha) er en slægt med ca. 10 arter, som er udbredt i alle klodens tempererede egne, men med hovedvægten i Eurasien. Det er flerårige, urteagtige vand- og sumpplanter med kraftige, underjordiske rodknolde. De danner ofte tætte bestande. Stænglerne er hårløse, og de bærer spredtstillede blade i toradet orden. Bladene er ustilkede og hele, stift oprette og fyldt med et svampet, luftfyldt flydevæv. Bladene de er meget lange (op til 4 m), og de er linjeformede og helrandede med parallelle ribber og et halvcirkelformet tværsnit. Blomsterne er samlet i adskilte stande på samme stængel. Nederst sidder en kugleformet eller cylindrisk stand af hunlige blomster, og øverst er de hanlige blomster samlet i en mere smal stand. De enkelte blomster er 3-tallige og uregelmæssige, uden blosterblade og avner. Frugterne er nødder med frøuld. Her beskrives kun de arter, som er vildtvoksende i Danmark, eller som dyrkes her.
| Beskrevne arter |

- Bredbladet dunhammer (Typha latifolia)
- Dværgdunhammer (Typha minima)
- Smalbladet dunhammer (Typha angustifolia)

| Andre arter |

- Typha angustata
- Typha domingensis
- Typha elephantina
- Typha laxmannii
- Typha lugdunensis
- Typha orientalis